# Paronychia ubinensis
Paronychia ubinensis är en nejlikväxtart som beskrevs av Montesinos. Paronychia ubinensis ingår i släktet prasselörter, och familjen nejlikväxter. Inga underarter finns listade i Catalogue of Life.